# Victoria Larrière
Victoria Larrière (ur. 2 maja 1991 w Martigues) – francuska tenisistka.
Karierę tenisową rozpoczęła w październiku 2006 roku, biorąc udział z dziką kartą w kwalifikacjach do turnieju ITF w Saint-Raphaël i to zarówno w grze pojedynczej, jak i podwójnej. W obu jednak wypadkach nie udało jej się awansować do fazy głównej turnieju. Podobnie w następnym roku, pomimo wielu prób w podobnych turniejach, nigdy nie zagrała w turnieju głównym. Sztuka ta udała jej się w 2008 roku w portugalskim Portimão, gdzie po wygraniu kwalifikacji zagrała w turnieju głównym. Debiut nie był jednak udany i tenisistka odpadła po pierwszej rundzie. Przełom nastąpił w marcu 2009 roku, kiedy to na turnieju w Lyonie dotarła do ćwierćfinału gry pojedynczej, pokonując w drugiej rundzie Claudine Schaul z Luksemburga. Pierwszy sukces odniosła w czerwcu tego samego roku, w norweskim Gausdal, gdzie wygrała turniej deblowy i osiągnęła finał singla. Rok później wygrała swój pierwszy turniej w grze pojedynczej, w Tortosa w Hiszpanii, gdzie pokonała w finale Belgijkę, An-Sophie Mestach. W sumie wygrała dziewięć turniejów singlowych i dziesięć deblowych rangi ITF.
W maju 2011 roku zadebiutowała w rozgrywkach cyklu WTA i to od razu w turnieju wielkoszlemowym Roland Garros. Zagrała tam w deblu dzięki dzikiej karcie, przyznanej jej przez organizatorów. Jej partnerką była rodaczka Alizé Lim, niestety trafiły w pierwszej rundzie na rozstawioną parę nr 6, Bethanie Mattek-Sands / Meghann Shaughnessy i łatwo przegrały 2:6, 1:6. Znacznie lepiej poszło jej w grze singlowej na turnieju w Taszkencie, na którym wygrała kwalifikacje i dotarła do ćwierćfinału, pokonując po drodze Zuzanę Kučovą i Magdalénę Rybárikovą.
W październiku 2011 roku osiągnęła drugą setkę światowego rankingu WTA, plasując się na miejscu 189.

## Wygrane turnieje rangi ITF
| turnieje z pulą nagród 100 000 $ |
| turnieje z pulą nagród 75 000 $  |
| turnieje z pulą nagród 50 000 $  |
| turnieje z pulą nagród 25 000 $  |
| turnieje z pulą nagród 15 000 $  |
| turnieje z pulą nagród 10 000 $  |

### Gra pojedyncza
|     | Data       | Turniej        | Kat. | ($)    | Naw.   | Finalistka        | Wynik         |
| 1.  | 16/05/2010 | Tortosa        | ITF  | 10 000 | ziemna | An-Sophie Mestach | 7:5, 4:6, 6:4 |
| 2.  | 26/06/2010 | Gausdal        | ITF  | 10 000 | twarda | Karen Barbat      | 6:1, 6:2      |
| 3.  | 03/07/2010 | Gausdal        | ITF  | 10 000 | twarda | Gail Brodsky      | 6:3, 6:4      |
| 4.  | 14/05/2011 | Teneryfa       | ITF  | 10 000 | twarda | Ximena Hermoso    | 6:1, 6:1      |
| 5.  | 25/06/2011 | Alcobaça       | ITF  | 10 000 | twarda | Garbiñe Muguruza  | 6:3, 3:6, 6:3 |
| 6.  | 10/07/2011 | Valladolid     | ITF  | 10 000 | twarda | Aranza Salut      | 6:7, 7:6      |
| 7.  | 28/08/2011 | Stambuł        | ITF  | 50 000 | twarda | Sarah Gronert     | 6:3, 1:6, 7:5 |
| 8.  | 14/10/2012 | Margaret River | ITF  | 25 000 | twarda | Olivia Rogowska   | 6:3, 6:3      |
| 9.  | 21/02/2016 | Hammamet       | ITF  | 10 000 | ziemna | Sandra Samir      | 6:1, 6:4      |
| 10. | 02/10/2016 | Roehampton     | ITF  | 10 000 | twarda | Dasha Ivanova     | 6:2, 6:3      |